# 中正紀念堂

座標: 北緯25度2分4秒 東経121度31分18秒 / 北緯25.03444度 東経121.52167度
中正紀念堂（ちゅうせいきねんどう、繁体字中国語: 中正紀念堂、英語: Chiang Kai-shek Memorial Hall）は、中華民国の台北市中正区に位置する施設。初代総統である蔣介石の顕彰施設である。台湾の3大観光名所の1つであり、中国の伝統的な宮殿陵墓式が採用されている。なお中正紀念堂の「中正」とは蔣介石の本名（諱）であり、「介石」は字である。

## 沿革
1975年4月に蔣介石が死去した際、行政院（日本の内閣に相当）は全国民の哀悼の意を表すことを目的とする紀念堂の建設を決定し、同年6月26日に14人の政治家、文人、実業家からなる中正紀念堂建設委員会を設置した。同年7月、委員会は大局的な建設方針を決定し、また民間の専門家の意見を取り入れ、8月22日にはコンペティション要綱を公開した。その1年後、43組の応募の中から楊卓成の設計案が採用された。
中正紀念堂籌備小組籌備委員（後に中正紀念堂籌建指導委員会と改称）が建設準備を推進し、蔣介石の生誕から90年に当たる1976年10月31日に起工式が催され、1980年3月31日に完成した。蔣介石逝去5周忌の4月4日に併せて落成式が盛大に開催され、海外の3000名余りの華僑・華人が参加し、翌4月5日に一般公開された。
民主進歩党政権下での「去蔣化」の影響で、2007年には「台湾民主紀念館」に改名され、入り口の門に書かれた「大中至正」の文字が「自由広場」に架け替えられ、蔣介石像前での儀仗隊交代式が中止されていた時期がある。中国国民党が政権復帰した2009年に、再度元の「中正紀念堂」に戻された（ただし、「自由広場」はそのままである）ほか、蔣介石像前での儀仗隊交代式も復活し2024年7月14日まで続けられた（後述）。

## 施設

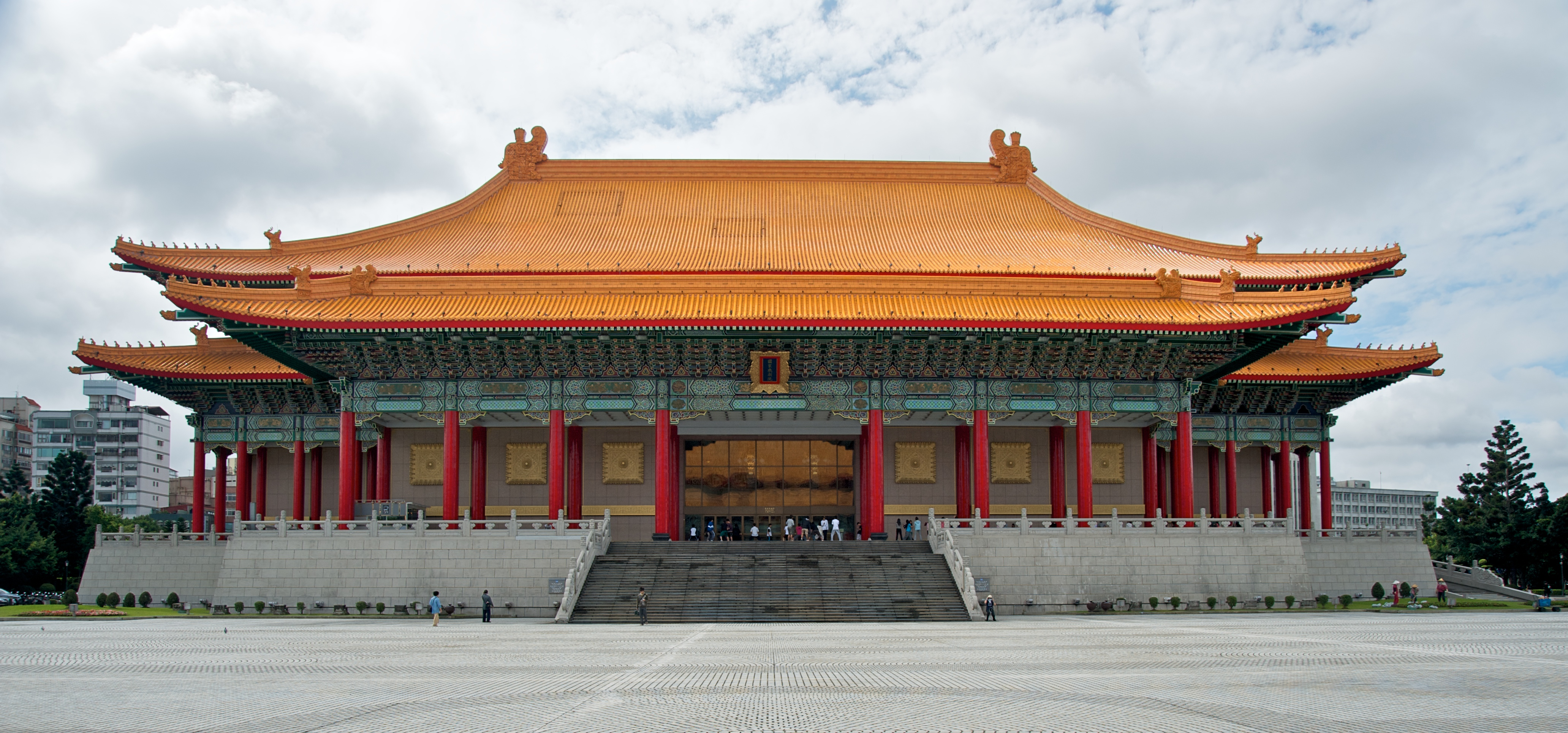
国家戯劇院

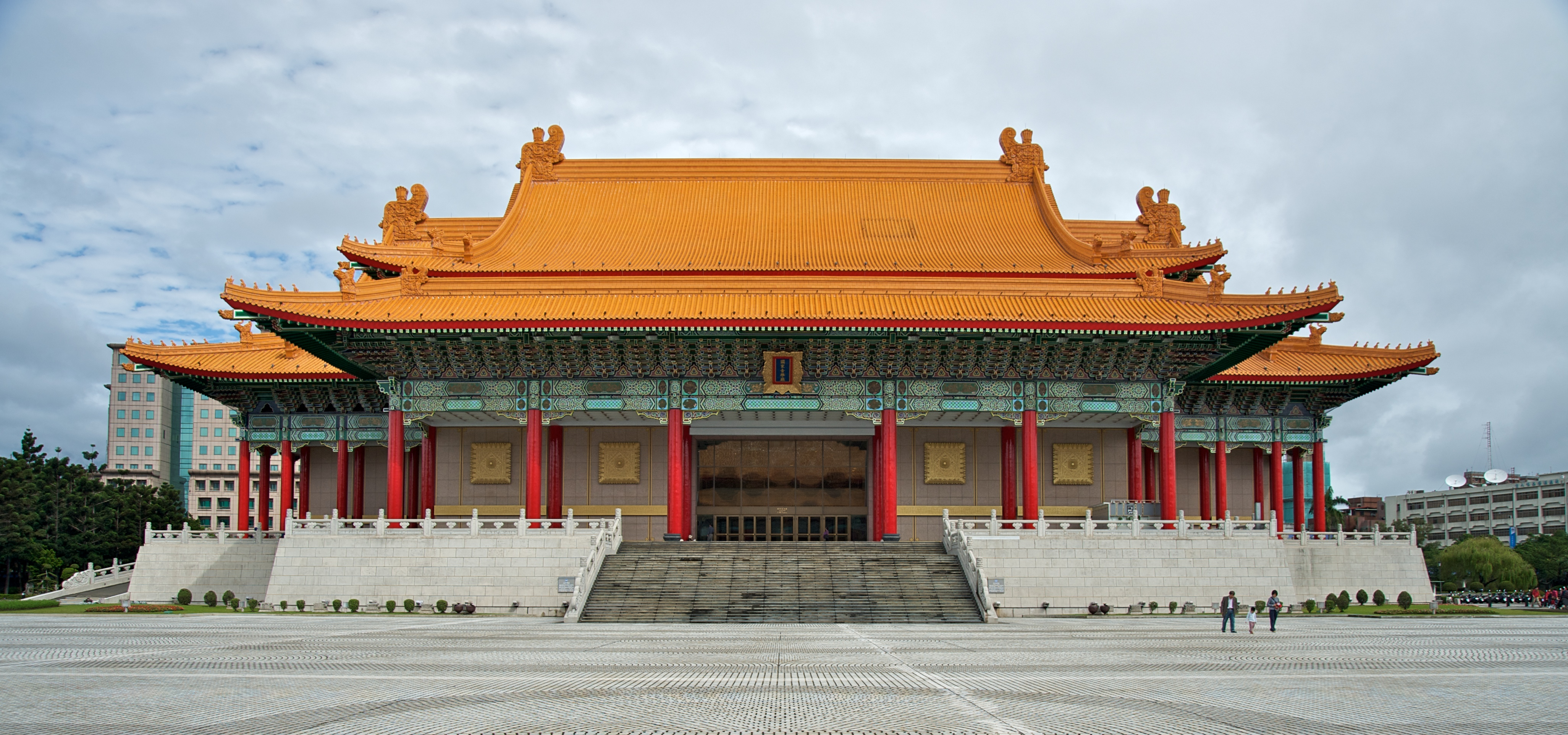
国家音楽庁

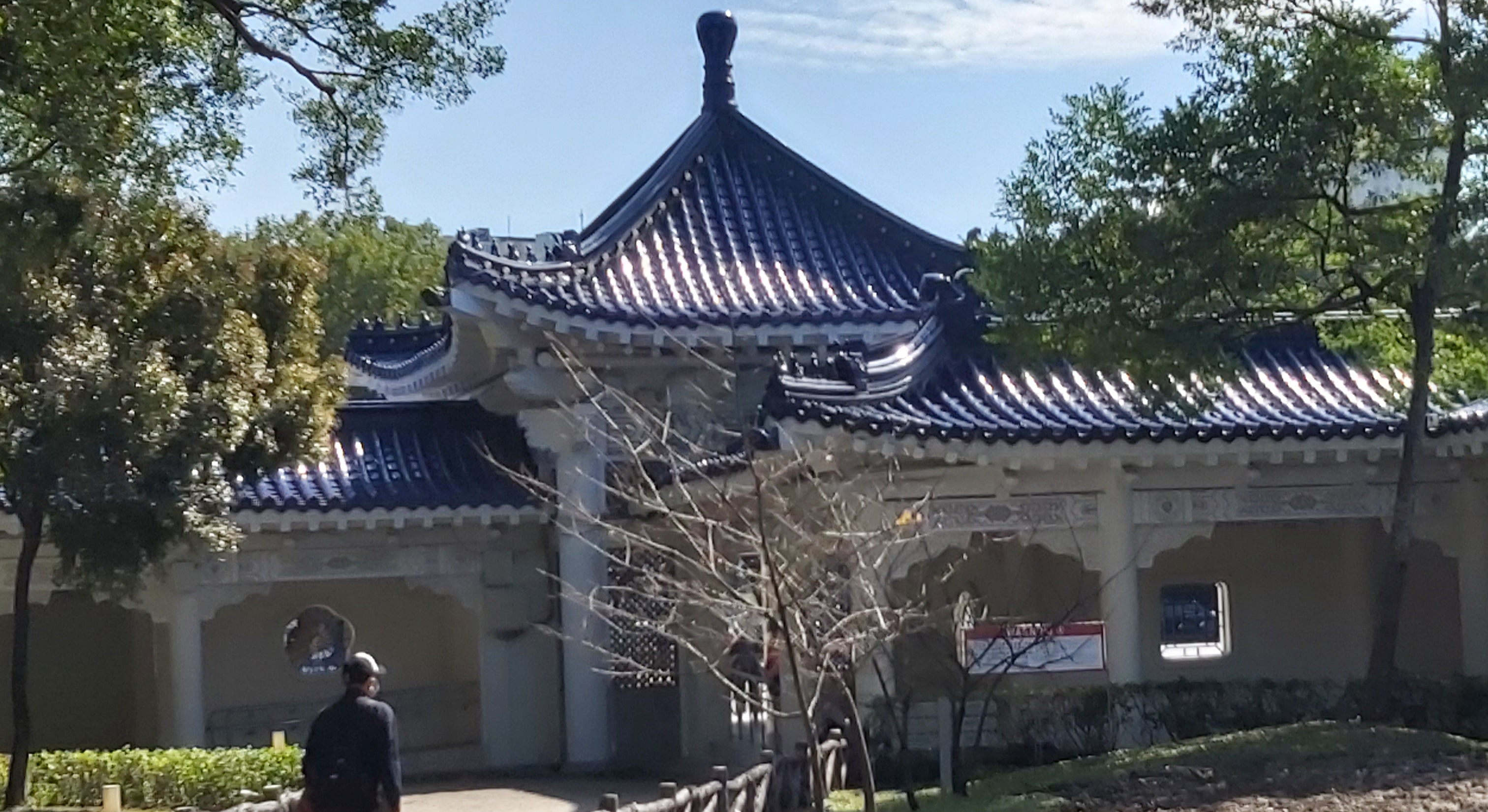
角亭と回廊

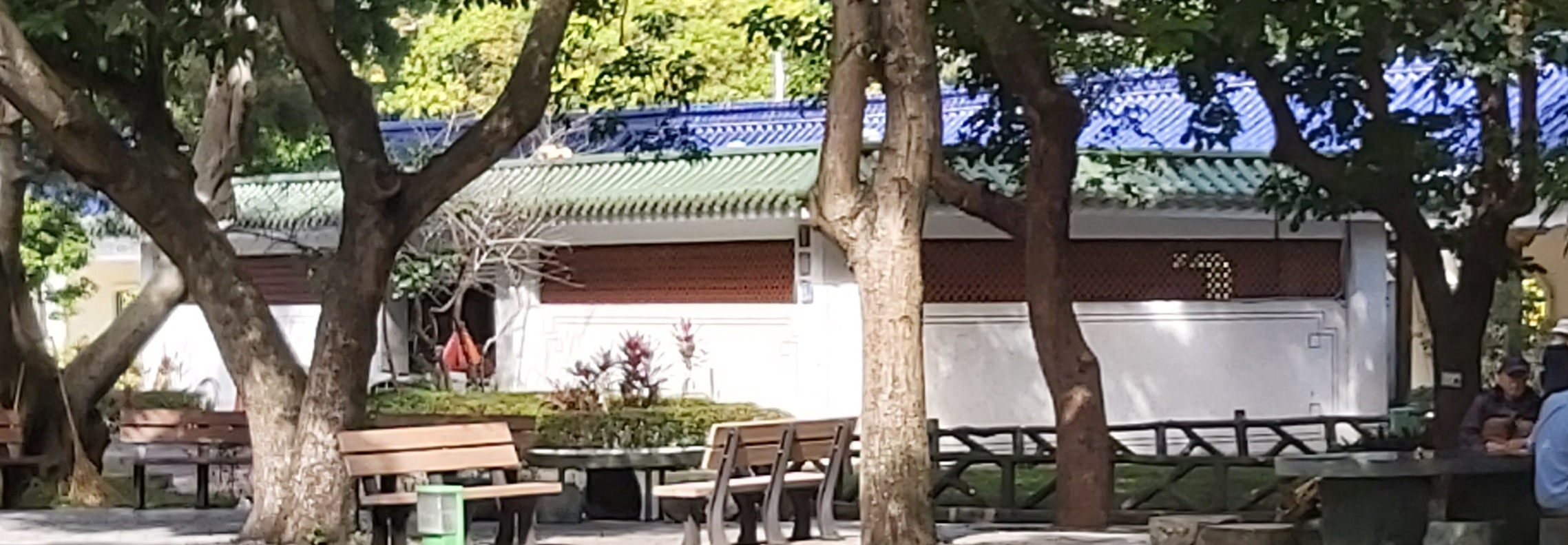
公衆便所

中正紀念堂の敷地面積は25万平方メートルに上り、日本統治時代の山砲隊、歩兵第一連隊の軍用地跡地である。敷地中には本堂の他に国家両庁院・公園広場・休息所・回廊・庭園・池（光華池・雲漢池）なども併設されている。本堂を始めとするこれらの施設は市民達の憩いの場となっている他、公園広場は政治的な集会の場として使用されることも多く、特に1987年の戒厳令解除後には学生運動やストライキの集合地点としてしばしば使用された。また、中正紀念堂の最寄駅である台北捷運の中正紀念堂駅はホームが中正紀念堂を意識したデザインになっている他、出入口も紀念館へ向かうことを配慮した設計となっている。
敷地の東側に位置する紀念本堂の面積は約1万5000平方メートルで、建物の高さは70メートルにも及び、西にある中国大陸を臨むように設計されている。本堂正面には高さ30メートルの大中至正門 と他2つの門があり、その内部はメインフロアと地階に分けられている。メインフロアの奥には巨大な蔣介石の銅像が設置されており、銅像の上部には蔣介石の基本政治理念であった「倫理、民主、科学」という三民主義の本質が、像の土台には蔣介石の言葉がそれぞれ記されている。2024年7月14日まで、日中は像の両脇で儀仗隊が警護し、1時間ごとに交代の儀式が行われていた。なお、フロアの天井の最上部には国章である「青天白日」の徽章が描かれている。
また、地階には以下のような施設が設置されており、それぞれが蔣介石の顕彰施設としての役割を果たしている。
- 文物展示室 - 蔣介石の衣服、文献、写真などを陳列しており、蔣介石の一生または業績に従って11のユニットに分けられている。
- 中央通路 - 蔣介石が生前乗用した2台のキャディラックと公園の模型が展示してある。
- 中正紀念図書館 - 床面積が2418平方メートルにも及ぶ図書館で、蔣介石の著作や彼に関連する書物を中心とした3万冊以上の書籍・150冊以上の定期刊行物が収蔵されている。また、館内には視聴覚エリアがあり、文化・歴史などに関連するビデオ・テープなどの視聴覚教材が利用できる。
- 故蔣介石総統紀念室 - 1994年10月31日に完成した施設で、総統府内にあった蔣介石の執務室を当時の文物を用いて忠実に再現したものである。

なお、地階にはこの他にも講演ホール・懐恩ギャラリー・中正ギャラリー・端元ホールといった施設がある。

## 儀仗隊
午前6時30分に儀仗隊が中正紀念堂に進駐し、午前9時より警護及び毎時交代儀式が行われていた。儀仗隊交代式は台湾観光の名物となっている。なお、儀仗隊の交代儀式は、水曜日は午前10時から午後6時まで、それ以外の日は午前10時から午後4時まで、1時間ごとに行われていた。
2024年7月15日からは、『脱個人崇拝』を目的として、紀念堂内・蔣介石像前での立哨任務を廃止。儀仗隊の交代は、『「パトロール訓練」「場の安全維持」という本来の任務』の一環として、記念堂1階の左右の門をそれぞれ出発し、記念堂を囲むように敷設されている道に沿って民主大道まで行進する形式に改められた。交代は、毎日午前9時から午後5時まで、正時に行われる（雨天時は実施しない）。1回当たりの所要時間は約15分間。

## 建築テーマ
蔣介石を追悼する場であると同時に、中国文化・精神と中華民国の思想（イデオロギー）を示す場でもあるため、建物の各部分が様々なテーマに基づいて設計されている。
- 屋根 - 北京の天壇を模して造られた本堂の屋根は八角形で、「忠、孝、仁、愛、信、義、和、平」の八徳を象徴している。また、「人」の字が重なって天に達するように見える設計もされており、これによって「天人合一」（天と人が一つになる）という中国の思想を反映している。その他にも、頂の黄金色が栄光ある昇華を象徴している。
- ひさし - 二重のひさし（簷）のことを中国語では「複簷」と言うが、この「複」は「復」と発音が同じであることから、中華民国の復興と大陸の回復（国共内戦で中華民国政府が失った中国大陸の領土の奪還）という目標を表している。
- 階段 - 本堂の三方には花崗岩の階段が84段あるが、正面の階段にある5段を加えると89段になるので、これによって蔣介石の享年である89を表している。また、正面階段の中央には国徽（国の象徴）であることを示す「御路」（中国の伝統建築において、宮殿や廟堂にのみ用いられる参拝路）がある他、3層ある階段によって蔣介石と中華民国が奉ずる三民主義の「民権、民族、民生」を表している。
- 基礎 - 3層からなる本堂の広い基礎部分は全て正方形であり、これによって蔣介石の本名である「中正」を象徴している。
- 外装 - 本堂の外装は屋根瓦として用いられている青色の瑠璃瓦、壁に用いられている白色の大理石によって中華民国の国章である「青天白日」を表している。更には、紀念館前の伝統図案による花壇も含めることによって、「自由、平等、博愛」を象徴する「青天白日満地紅」（中華民国の国旗の図柄）を表すような配慮もされている。ちなみに、「青天白日」は蔣介石が所属していた中国国民党の党章でもある。
- 山並み - 敷地内にある国家戯劇院の屋根は「廡殿」、国家音楽庁の屋根は「歇山」と呼ばれる中国の伝統的な設計にそれぞれなっており、紀念館の八角形の屋根を「主峰」として3つの山が立ち並ぶように配置されている。